# Arconzio di Viviers
Arconzio (... – Viviers, VIII secolo) fu vescovo di Viviers nella seconda metà dell'VIII secolo, venerato come santo dalla Chiesa cattolica.
Scarse sono le notizie su questo vescovo di Viviers. Il più antico catalogo dei vescovi di Viviers, contenuto in un documento della metà del X secolo, attribuito al vescovo Tommaso II e chiamato con il nome di Charta vetus, ignora l’esistenza di Arconzio. Il suo nome è inserito nei tradizionali cataloghi della diocesi tra i vescovi Ardulfo e Eribaldo, in un'epoca corrispondente alla seconda metà circa dell'VIII secolo.
È menzionato come martire in un Martyrologium Vivariensis ecclesiae che si attribuisce al XV secolo. In questo testo si racconta che Arconzio morì per decapitazione in seguito ad una sollevazione popolare, dopo che il vescovo si era strenuamente battuto per difendere i diritti e la libertà della sua Chiesa. Secondo alcuni autori questo fatto si sarebbe svolto tra il 740 e il 745, mentre secondo Duchesne è forse posteriore al IX secolo.
Le sue reliquie erano conservate nella cattedrale di Viviers fino al XVI secolo, quando furono disperse dai Calvinisti.
Nel nuovo Martirologio Romano, riformato a norma dei decreti del Concilio Vaticano II, è stato inserito anche il nome di Sant'Arconzio di Viviers, ricordato al 10 gennaio con queste parole:
(Martirologio Romano. Riformato a norma dei decreti del Concilio ecumenico Vaticano II e promulgato da papa Giovanni Paolo II, Città del Vaticano, Libreria editrice vaticana, 2004, p. 122)
Il testo omette ogni riferimento ad un suo presunto martirio.